# Củ ấu
Củ ấu, còn gọi là ấu trụi, ấu nước, kỵ thực, lăng thực (Trung Quốc), macre, krechap (Campuchia), gồm vài loài thực vật thuộc chi Trapa họ ấu. Chúng là cây thủy sinh, bản địa ở miền ôn đới Âu-Á và Châu Phi, thường mọc ở vùng nước đọng không quá 5 m sâu. Ở Việt Nam ghi nhận có ít nhất ba loài: ấu trụi (ấu có hai sừng tù, trồng ở Hải Phòng), ấu gai (ấu có hai sừng nhọn, trồng ở Thái Bình), và ấu sừng trâu (trồng ở Phú Thọ).
Tuy gọi là "củ" đây đúng ra là "quả" vì nó phát triển dưới nước đến khi già thì rụng và vùi xuống bùn nên được gọi là "củ".

## Hình dạng

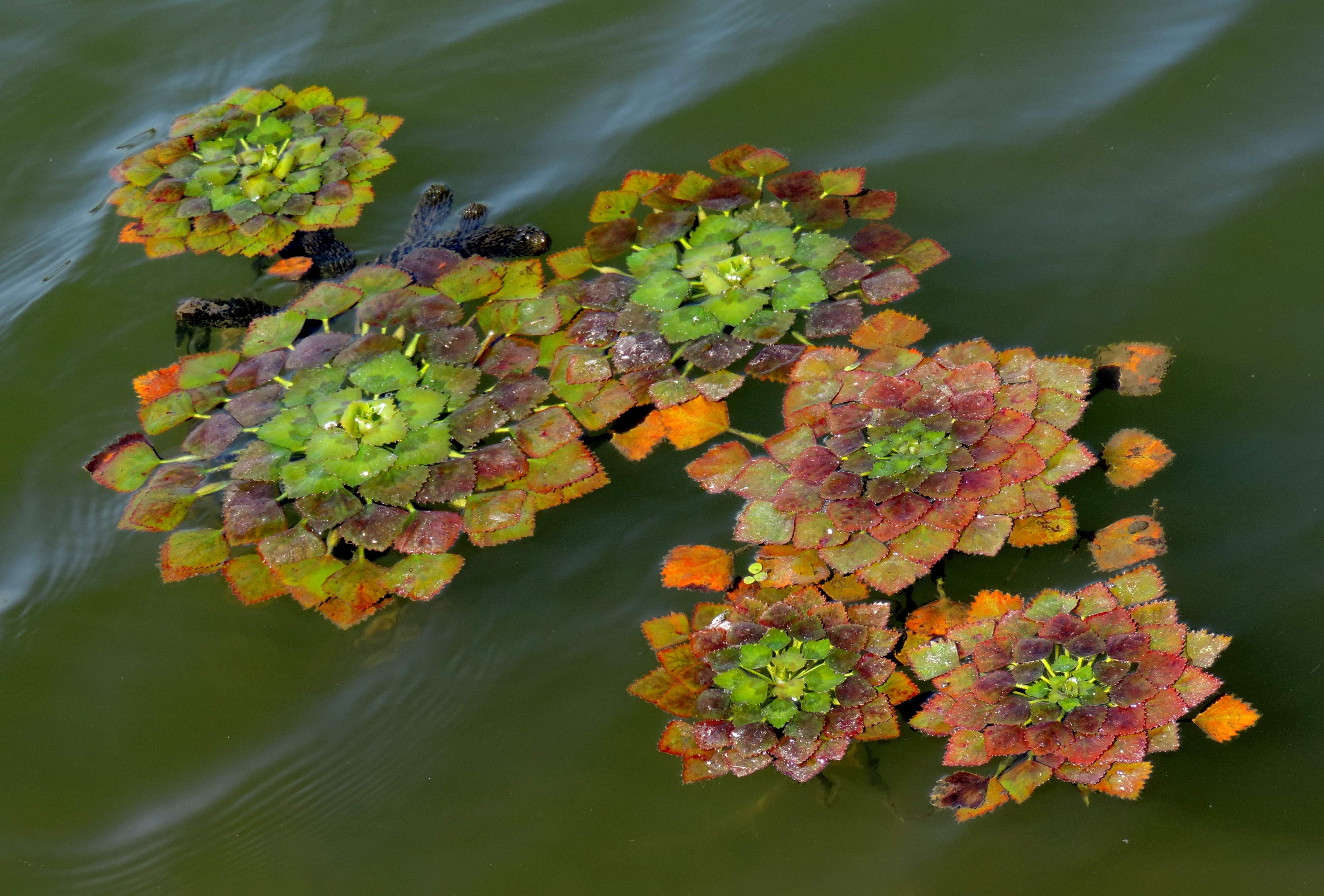
Trapa natans

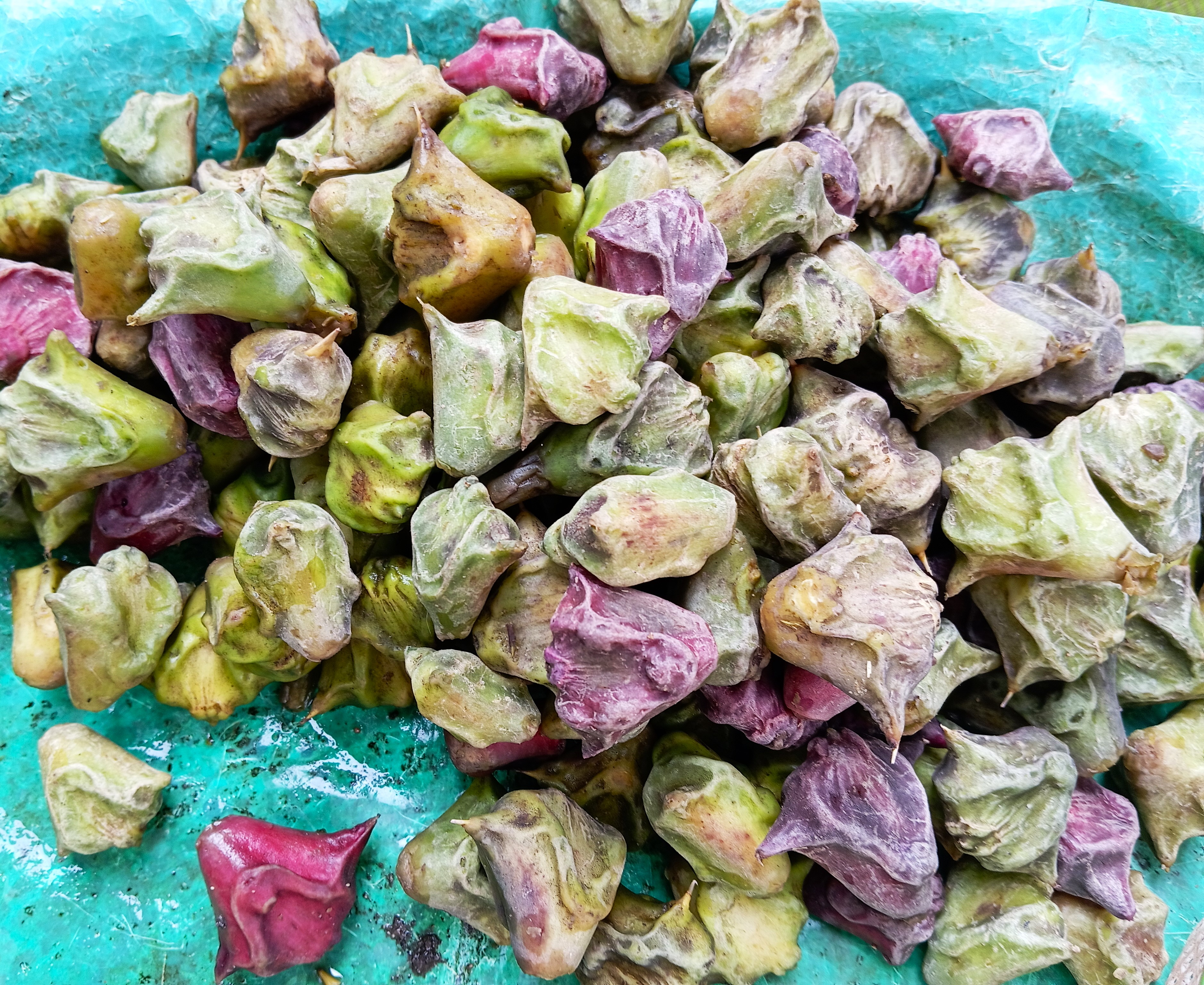
củ ấu

Là loài cây sống dưới nước, thân ngắn có lông.
Lá cây ấu có hai dạng. Lá chìm thì phiến lá giảm, phiến xẻ lông chim nhưng rất nhỏ nên trông chỉ thấy các đường gân. Lá nổi có phao ở cuống, hình quả trám,mép trên có răng cưa, dài 4–5 cm, rộng 6–7 cm cuống dài 6–15 cm, giữa có phao. Mặt trên của lá thì nhẵn, màu lục thẫm. Mặt dưới màu hung đỏ, có lông tơ. Cuống lá xốp ruột, phình ra có tác dụng như cái phao để nổi lên trên mặt nước.
Hoa ấu là loại hoa đơn, sắc trắng, mọc đơn độc hay ở nách lá; 4 lá dài, 4 cánh hoa 4 nhị bầu trung hai ô, mỗi ô chưa một noãn.
Quả ấu thường gọi là "củ" có 2 sừng do các lá phát triển thành, cao 35mm, rộng 5 cm, sừng dài 2 cm, đầu sừng hình mũi tên. Trong quả chứa một hạt, trong hạt có nhiều bột trắng ăn được.

## Phân bố, thu hái
Được trồng ở các ao đầm khắp nơi trên cả nước, trồng bằng hạt hay bằng chồi. Mùa hoa (ở miền Bắc) vào tháng 5-6, mùa quả vào tháng 7-8.

## Sử dụng
Củ ấu có 49% tinh bột và 10.3% đạm nên được dùng làm nguồn lương thực cho con người cùng súc vật. Củ ấu có thể ăn sống cũng như chín. Củ ấu chủ yếu được nhân dân dùng luộc ăn hoặc chế biến thành tinh bột trộn với mật hay đường làm bánh. Quả sao cháy dùng chữa Nhức đầu, choáng váng và cảm sốt. Ngày dùng 3-4 quả dưới dạng sắc thuốc. Vỏ quả sao cho thơm, sắc uống chữa sốt chữa mệt nhọc khi bị sốt rét, còn dùng chữa loét dạ dày, loét cổ tử cung. toàn thân cây chữa trẻ con sài đầu, giải độc rượu, làm cho sáng mắt. Ngày dùng từ 10-16g dưới dạng thuốc sắc, dùng ngoài không kể liều lượng,...
Ấu gai có tiếng là chát. Ấu trụi ăn bở. Được ưa chuộng nhất là ấu sừng trâu.
Ẩm thực Việt Nam có một số món dùng củ ấu. Phổ thông nhất là củ ấu luộc, thường dùng làm món quà ăn chơi, nhưng cũng có khi dùng làm lương thực thay cơm vào cuối thu lúc giáp hạt ở Việt Nam. Ngoài ra là các món ba ba hầm củ ấu, giò heo hầm củ ấu, thịt heo quay nấu củ ấu cùng hành gừng. Một số loại chè cũng dùng củ ấu nấu với hạt sen, đường phèn, v.v.

## Tục ngữ
Việt Nam có câu:
Thương nhau củ ấu cũng tròn
Ghét nhau đến quả bồ hòn cũng méo
hoặc
Ghét nhau quả bồ hòn cũng ngọt.
Đồng dao Việt Nam cũng có nhắc đến "củ ấu có sừng".

## Hình ảnh

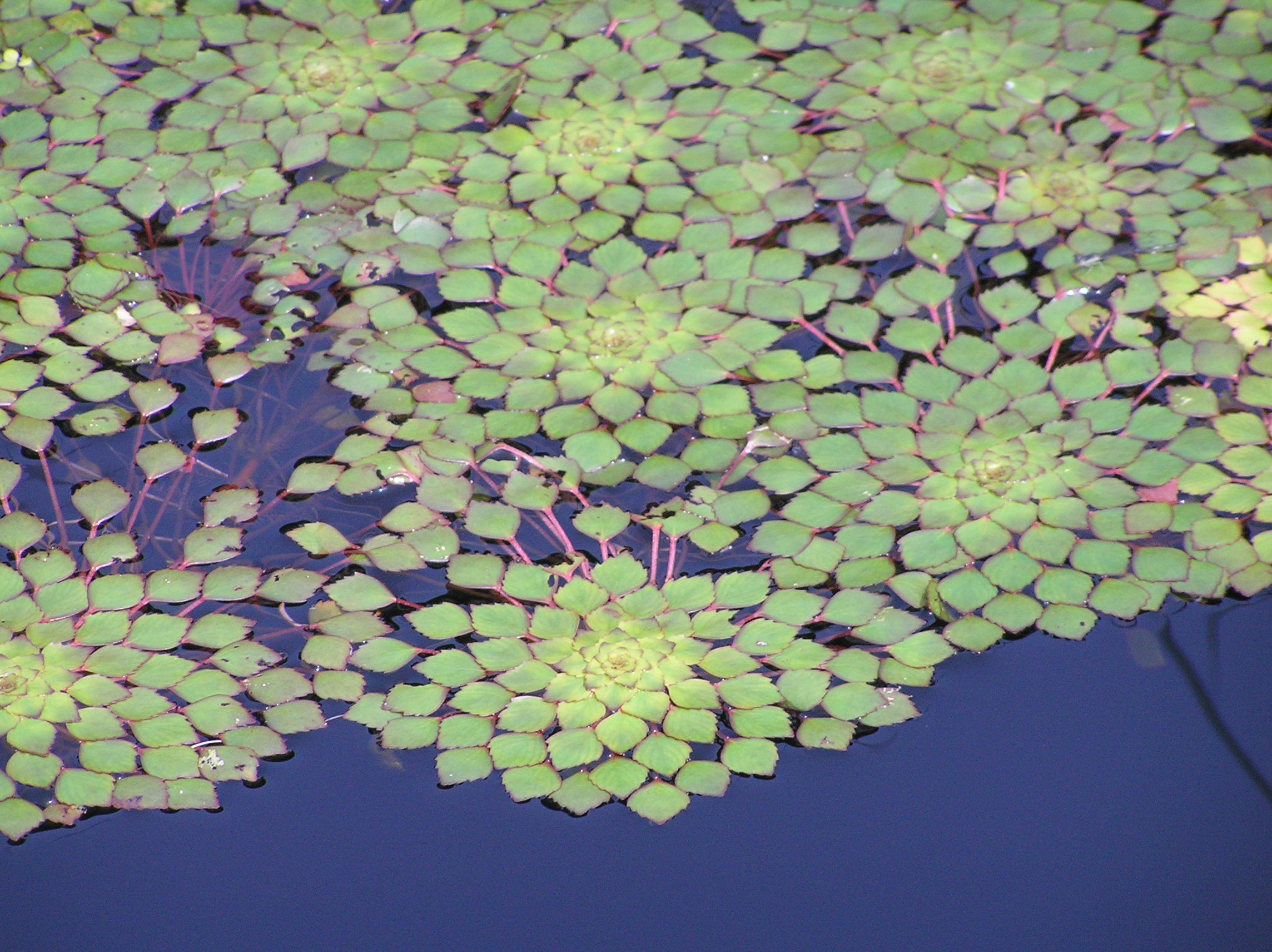
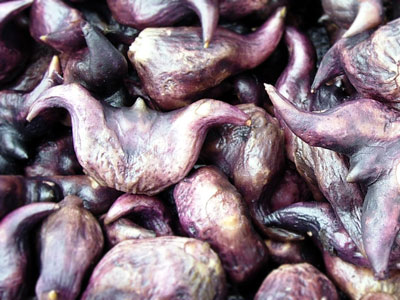
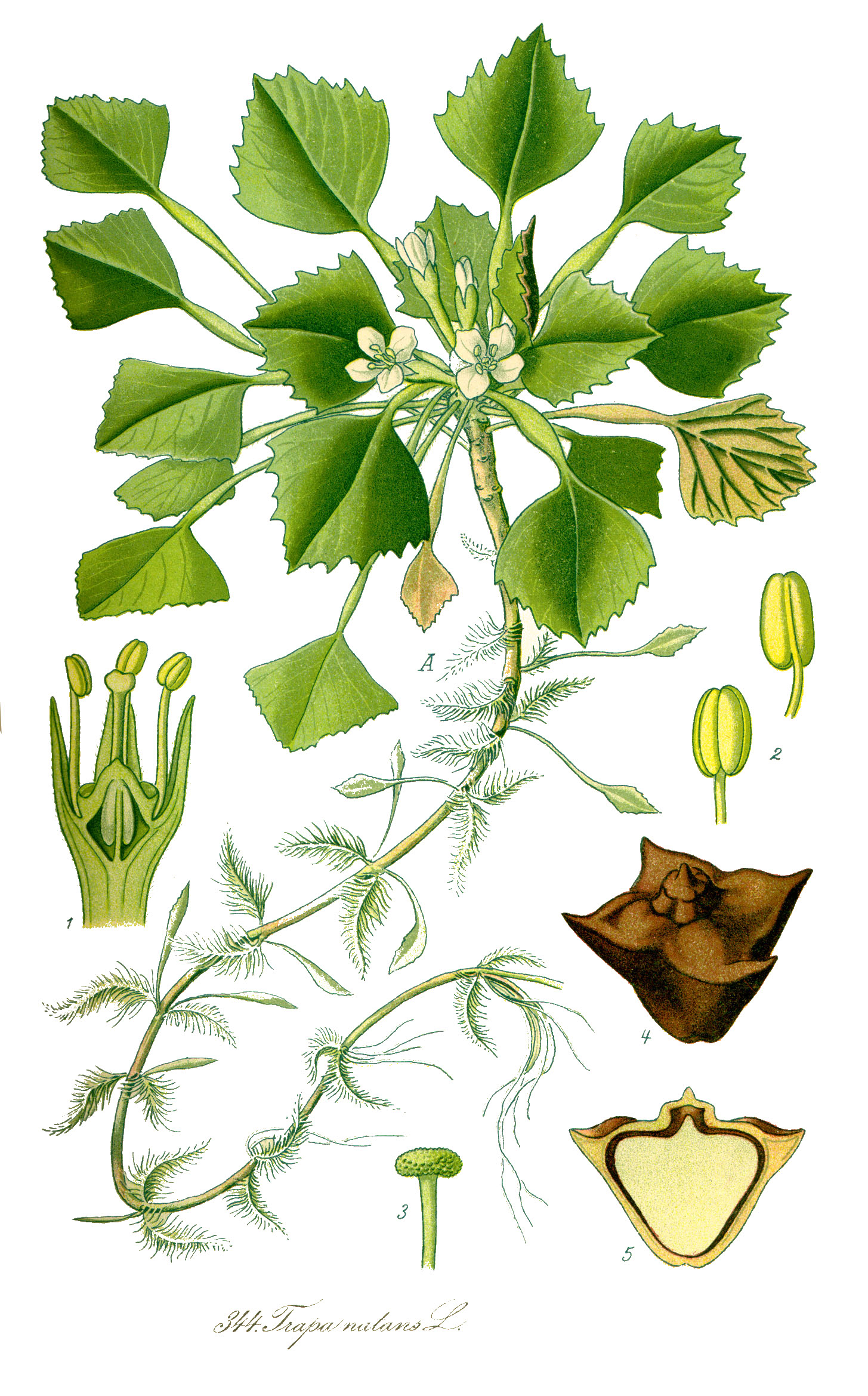
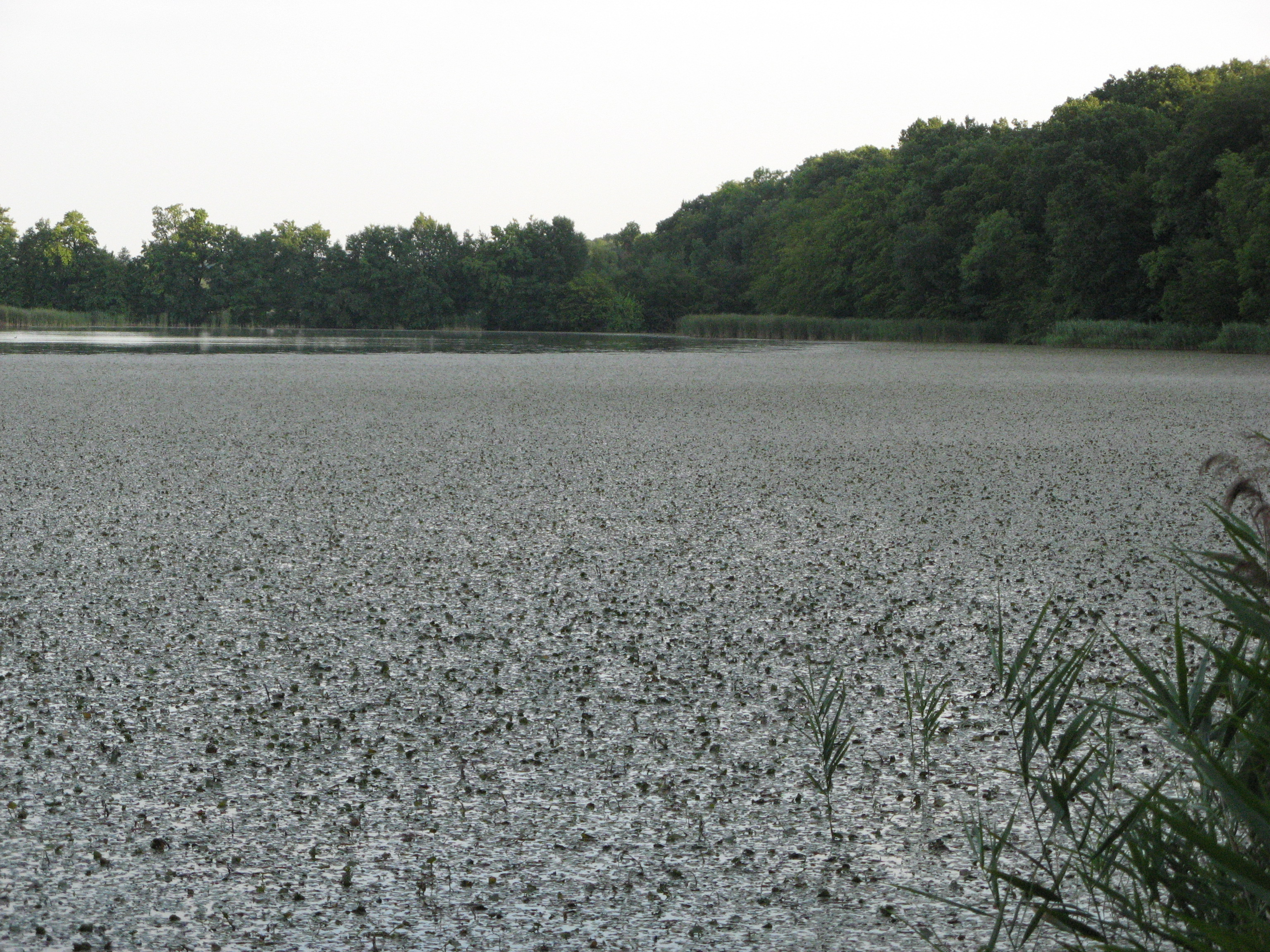